# Petrus von Mascow

Petrus von Mascow

Petrus von Mascow (* 24. Februar 1634 in Greifswald; † 18. November 1719 ebenda) war ein deutscher Professor der Rechte.

## Leben

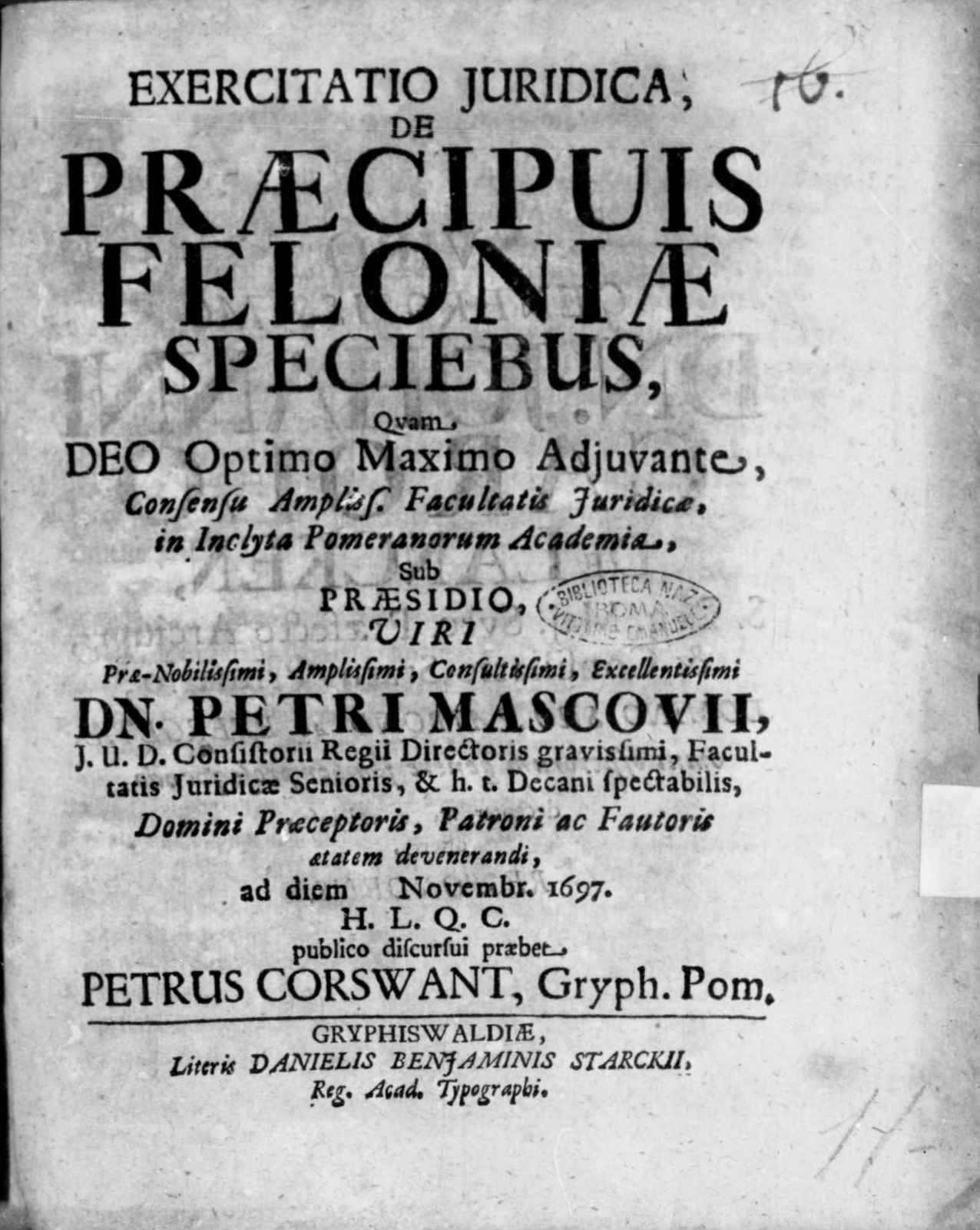
De praecipuis feloniae speciebus, 1697

Peter von Mascow war der Sohn des Greifswalder Professors Georg von Mascow und von Elisabeth Corswant. Nach häuslichem Privatunterricht kam er 1651 an das Stettiner Pädagogium, wo er u. a. von Johannes Micraelius und Jakob Fabricius unterrichtet wurde. 1653 studierte er in Rostock Philosophie und Rechte. In Greifswald setzte er das Studium bei Joachim Völschow, Johann Pommeresche und Petrus Stephani fort. Ab 1660 unternahm Mascow eine vierjährige Bildungsreise nach Holland, Brabant und ins Rheinland.
Nach der Rückkehr promovierte er 1665 zum Doktor der Rechte und wurde zum außerordentlichen Professor an die Juristische Fakultät der Universität Greifswald berufen.
1666 heiratete Mascow Maria Rhaw, die Tochter des Professors Balthasar Rhaw.
1668 wurde er zum ordentlichen Professor berufen. Mascow wurde 1678 Assessor des Greifswalder Konsistoriums und übernahm 1696 dessen Leitung. Er wurde insgesamt viermal zum Rektor der Universität gewählt.
Sein Sohn war der spätere Greifswalder Professor Georg Balthasar von Mascow (* 1666 oder 1668; † 1731).

## Werke
- De praecipuis feloniae speciebus. Daniel Benjamin Starck, Greifswald 1697 (Latein, beic.it).